# Lijst van spelers van Vålerenga IF
Deze lijst omvat voetballers die bij de Noorse voetbalclub Vålerenga IF spelen of gespeeld hebben. De spelers zijn alfabetisch gerangschikt.

## A
- Jan Erik Aalbu
- Gard Aarvik
- Mohammed Abdellaoue
- Mustafa Abdellaoue
- Ernest Agyiri
- Sharesh Ahmadi
- Asbjørn Andersen
- Jørn Andersen
- Yngve Andersen
- Arild Andresen
- Martin Andresen
- Chuma Anene
- Árni Arason
- Johan Arneng
- Trygve Arnesen
- Eivind Arnevåg
- Andreas Augustsson
- Dag Austmo

## B
- Morten Bakke
- Petter Belsvik
- Henning Berg
- Ragnar Berge
- Kent Bergersen
- Jo Bergsvand
- Robin Berntsen
- Thomas Berntsen
- Tommy Berntsen
- Morten Berre
- Henning Bjarnøy
- Kristinn Björnsson
- Aasmund Bjørkan
- Isaac Boakye
- Lars Bohinen
- Øyvind Bolthof
- Per Bredesen
- Tor Brevik
- Kristian Brix
- David Brocken
- Deshorn Brown

## C
- John Carew
- Fredrik Carlsen

## D
- Vidar Davidsen
- Mamadou Diallo
- Ronny Doehli
- Freddy Dos Santos
- David Driscoll

## E
- Tommy Edvardsen
- Nils Arne Eggen
- Jala El-Gharbi
- Bengt Eriksen
- Lasse Eriksen
- Leif Eriksen

## F
- Mohammed Fellah
- Tore André Flo
- Arnar Førsund
- Pål Fredheim
- Juan Fuenmayor

## G
- Ardian Gashi
- Thomas Gill
- Tobias Grahn
- Stein Gran
- Christian Grindheim
- Terje Gulbrandsen
- Brynjar Gunnarsson
- Veigar Gunnarsson

## H
- Benjamin Hagen
- Erik Hagen
- Rune Hagen
- Adnan Haidar
- Atle Håland
- Tor Henning Hamre
- Bjarne Hansen
- Rune Hansen
- David Hanssen
- Knut Henry Haraldsen
- Espen Haug
- Trond Inge Haugland
- Kristofer Hæstad
- Asbjørn Helgeland
- Børge Hernes
- Lars Hirschfeld
- Magnus Hjulstad
- Daniel Holm
- Thomas Holm
- Jørgen Horn
- Magne Hoseth
- Tom Hovi
- Bernt Hulsker
- Øivind Husby

## I
- Stefan Ishizaki
- Odd Iversen
- Steffen Iversen

## J
- Anders Jacobsen
- Pål Jacobsen
- Tom Jacobsen
- Tom Jacobsen
- Jørgen Jalland
- Allan Jepsen
- Egil Johansen
- Erlend Johansen
- Henry Johansen
- Victor Johansen
- Ronny Johnsen

## K
- Kjell Kaasa
- Pa-Modou Kah
- Erik Karlsen
- Geir Karlsen
- Patric Karlsson
- Mikko Kavén
- Morten Kihle
- Fredrik Kjølner
- Ragnar Klavan
- Per Knudsen
- Yssouf Koné
- Gudmund Kongshavn
- Arne Kotte
- Jack Kramer
- Jonas Krogstad
- Tore Krogstad
- Jan Kruse
- Juro Kuvicek

## L
- Ibba Laajab
- Kai Lagesen
- Rune Lange
- Einar Larsen
- Frode Larsen
- Glen Atle Larsen
- Simon Larsen
- Adam Larsen Kwarasey
- Egil Lærum
- Dawda Leigh
- Bjørn Arild Levernes
- Knut Løberg
- Kjetil Løvvik
- Espen Lund

## M
- Abdoulaye M'Baye
- Mbulelo Mabizela
- Birger Madsen
- Mario Martínez
- Alexander Mathisen
- Arild Mathisen
- Michél Mazingu-Dinzey
- Geir Mediås
- Levan Melkadze
- Sebastian Mila
- Per Mordt
- Espen Muggebye
- André Muri
- Espen Musæus

## N
- Nicolai Næss
- Håvard Nielsen
- Tore Nilsen
- Andreas Nordvik
- Runar Normann
- Amin Nouri
- Kenneth Nysæther

## O
- Fedor Ogude
- Stian Ohr
- Egil Olsen
- Leif Olsen
- Terje Olsen
- Thorleif Olsen
- Sidouine Oussou
- Jarle Ødegaard
- Jon Eirik Ødegaard
- Lars Øvrebø

## P
- Marcus Pedersen
- Morten Pedersen
- Even Pellerud
- Jack Pelter
- Troy Perkins
- Raio Piiroja
- Martin Pušić

## Q
- Kamer Qaka

## R
- Kjetil Rekdal
- Yngve Rekdal
- Aki Riihilahti
- Dag Riisnæs
- Glenn Roberts
- Bjarne Rosén
- Ivar Rønningen

## S
- Thomas Sæter
- Bengt Sæternes
- Luton Shelton
- Pascal Simpson
- Harmeet Singh
- Amund Skiri
- Karel Snoeckx
- Aleksander Solli
- Trond Sollied
- Åge Sørensen
- Arne Sørensen
- Jan Derek Sørensen
- Dorian Ştefan
- Tommy Stenersen
- Fredrik Stoor
- Jarl André Storbæk
- Lars Strand
- Stefan Strandberg
- Steinar Strømnes
- Ahmed Suleiman
- Per Egil Swift

## T
- Dan Thomassen
- Joachim Thomassen
- Fredrik Thorsen
- Gunnar Thorvaldsson
- Pa Dembo Tourray
- Hai Ngoc Tran

## V
- Kristen Viikmäe
- Bjørn Viljugrein

## W
- Joachim Walltin
- Kjetil Wæhler

## Z
- Bojan Zajić

Clubs: Aalesunds FK · Alta IF · SK Brann · Bryne FK ·  Fredrikstad FK · FK Haugesund · Hønefoss BK · Kongsvinger IL · Lillestrøm SK · FC Lyn Oslo · Molde FK · Moss FK · Odd Grenland · Rosenborg BK · Stabæk Fotball · IK Start · Strømsgodset IF · Tromsø IL · Vålerenga IF ·  Viking FK

Lijsten van voetballers van Noorse clubs: Aalesunds FK · Alta IF · SK Brann · Bryne FK · Fredrikstad FK · FK Haugesund · Hønefoss BK · Kongsvinger IL · Lillestrøm SK · FC Lyn Oslo · Molde FK · Moss FK · Odd Grenland · Rosenborg BK · Stabæk Fotball · IK Start · Strømsgodset IF · Tromsø IL · Vålerenga IF · Viking FK